# Valentin Grichtchenko
Pour les articles homonymes, voir Grichtchenko.
Valentin Ivanovitch Grichtchenko, en russe : Валентин Иванович Грищенко, en anglais : Grishchenko, Kharkiv, 27 novembre 1928 – Kharkiv, 3 janvier 2011 , est un scientifique ukrainien et soviétique, médecin spécialiste de gynécologie-obstétrique et de cryobiologie.

## Biographie
Assistant dans son enfance à l'accueil et aux soins apportés par son père Ivan, gynécologue-obstétricien, et son équipe médico-chirurgicale à la jeune Lisa, qui aurait accouché à terme, à 6 ans d'un enfant de 3 kilogrammes, Valentin Ivanovitch suit la carrière de son père,.
Il suit ses études à la fois à l'Université nationale de médecine de Kharkiv et à l'institut polytechnique (en) de la ville.
Diplômé en 1951 de ces deux établissements d'enseignement supérieur, il se spécialise en gynécologie et obstétrique au sein de l'institut N.K. Kroupskaïa de protection maternelle et infantile, devenant en 1954 assistant de recherche adjoint, puis assistant principal en 1956 chargé des interventions chirurgicales.
Après sa thèse soutenue en 1954, il est l'assistant du professeur agrégé V.F. Matveïev, avant d'être habilité à diriger des recherches en 1964.

## Travaux scientifiques
Spécialiste de la médecine prénatale, de cryobiologie et de fécondation médicalement assistée, ses travaux influencent ses confrères ukrainiens pour l'ouverture de nouveaux centres dans le pays,,.

## Honneurs et distinctions
Valentin Ivanovitch Grichtchenko est un scientifique ukrainien et soviétique, médecin spécialiste de gynécologie-obstétrique et de cryobiologie, membre de l'Académie nationale des sciences d'Ukraine, de l'académie ukrainienne de sciences et techniques cybernétiques et de la New York Academy of Sciences, membre honoraire de l'académie ukrainienne des sciences odontologiques, de l'association Famille pour les droits à la reproduction, de la société indienne des Affaires cryogéniques, de l'académie polonaise de médecine, lauréat du Prix d'État d'URSS, de la RSSU et de l'Ukraine dans le domaine des sciences et techniques, Travailleur émérite pour les sciences et techniques (1992).